# Hofanlage Seehauser Straße 43
Die Hofanlage Seehauser Straße 43 in der niedersächsischen Gemeinde Grasberg-Seehausen im Landkreis Osterholz stammt vom 18. und 19. Jahrhundert.
Aktuell (2025) wird sie zum Wohnen und für musikalische Veranstaltungen genutzt.
Das Gebäude steht unter Denkmalschutz (siehe auch Liste der Baudenkmale in Grasberg).

## Geschichte und Beschreibung
Seehausen wurde 1790 im Rahmen der Moorkolonisierung des Teufelsmoores gegründet.
Die Hofanlage auf einer langen Parzelle, die nördlich bis an den Entwässerungsgraben zwischen Tüschendorf und Worphausen führt, besteht aus
- dem eingeschossigen traufständigen Wohn- und Wirtschaftsgebäude von 1795 (Inschrift) und Zweiständer-Hallenhaus in Fachwerk mit Steinausfachungen und reetgedecktem Krüppelwalmdach, typischem Niedersachsengiebel mit Uhlenloch, Pferdeköpfen und Grooter Door mit geradem Abschluss; um 1850 (Inschrift) erweitert am Wirtschaftsteil mit gleichmäßigem Gitterfachwerk,[2]
- der traufständigen Scheune von um 1910 als verbretterter Wandständerbau mit Ankerbalken und mit Satteldach sowie zwei Quereinfahrten,[3]
- dem Ziehbrunnen mit hölzernem Trog aus der Mitte des 19. Jh.[4]
- sowie anderen nicht denkmalgeschützten Nebenanlagen.

Das Landesdenkmalamt befand u. a.: „… ortsgeschichtlicher, gebäudetypischer, orts- und anlagenbildprägender Zeugniswert … .“